# 神米金
神米金（かめがね）は、埼玉県所沢市の大字。郵便番号は359-0005。

## 地理
所沢市北部に位置する。中富・中新井・所沢新町・北岩岡・下富と隣接する。地内は主に畑などの農地である

## 歴史
かつては埼玉県入間郡富岡村であった。

### 沿革
- 1889年（明治22年）4月1日 - 町村制施行に伴い、中富村、下富村、神米金村、北岩岡村、北中村が合併し、入間郡富岡村の村域となる。
- 1943年（昭和18年）4月1日 - 富岡村が所沢町・小手指村・山口村・吾妻村・松井村と合併し、入間郡所沢町大字神米金となる。
- 1952年（昭和27年）4月23日 - 南東端の一部は中新井となり分離[5]。
- 1982年（昭和57年）11月1日 - 南端の一部は所沢新町となり分離[6]。

### 地名の由来
- 1876年（明治9年）の村落合併の際、神谷新田の「神」、久米新田の「米」、堀兼新田（当時は「堀金」とも書いた）の「金」を合わせて「神米金」と名づけられた[7]。

## 世帯数と人口
2017年（平成29年）9月30日現在の世帯数と人口は以下の通りである。
| 大字   | 世帯数  | 人口    |
| ------ | ------- | ------- |
| 神米金 | 720世帯 | 1,443人 |

## 小・中学校の学区
市立小・中学校に通う場合の学区（校区）は以下の通り
| 町丁   | 番・番地 | 小学校                     | 中学校             |
| ------ | -------- | -------------------------- | ------------------ |
| 神米金 | 全域     | 所沢市立富岡小学校（下富） | 所沢市立富岡中学校 |

## 交通
地内に鉄道は敷設されていない。
道路
- 埼玉県道6号川越所沢線

交差点
- 神米金、ネオポリス西、十四軒、下富、下富片側

## 施設
- 所沢市立富岡中学校
- 埼玉西部消防局所沢市東消防署富岡分署
- 新所沢清和病院
- 郊外マンション西武新所沢団地
  - 神米金公園
- 八雲神社 - 地内に二ヶ所ある
- 神米金墓地

## 関連文献
- 「神谷新田」『新編武蔵風土記稿』 巻ノ166入間郡ノ11、内務省地理局、1884年6月。NDLJP:764002/97。